# IC 1403
IC 1403 је спирална галаксија у сазвјежђу Водолија која се налази на листи објеката дубоког неба у Индекс каталогу.
Деклинација објекта је - 2° 42' 56" а ректасцензија 21h 50m 29,0s. Привидна величина (магнитуда) објекта IC 1403 износи 15,8 а фотографска магнитуда 16,6. IC 1403 је још познат и под ознакама NPM1G -02.0472, PGC 1084587.